# Джанні Версаче

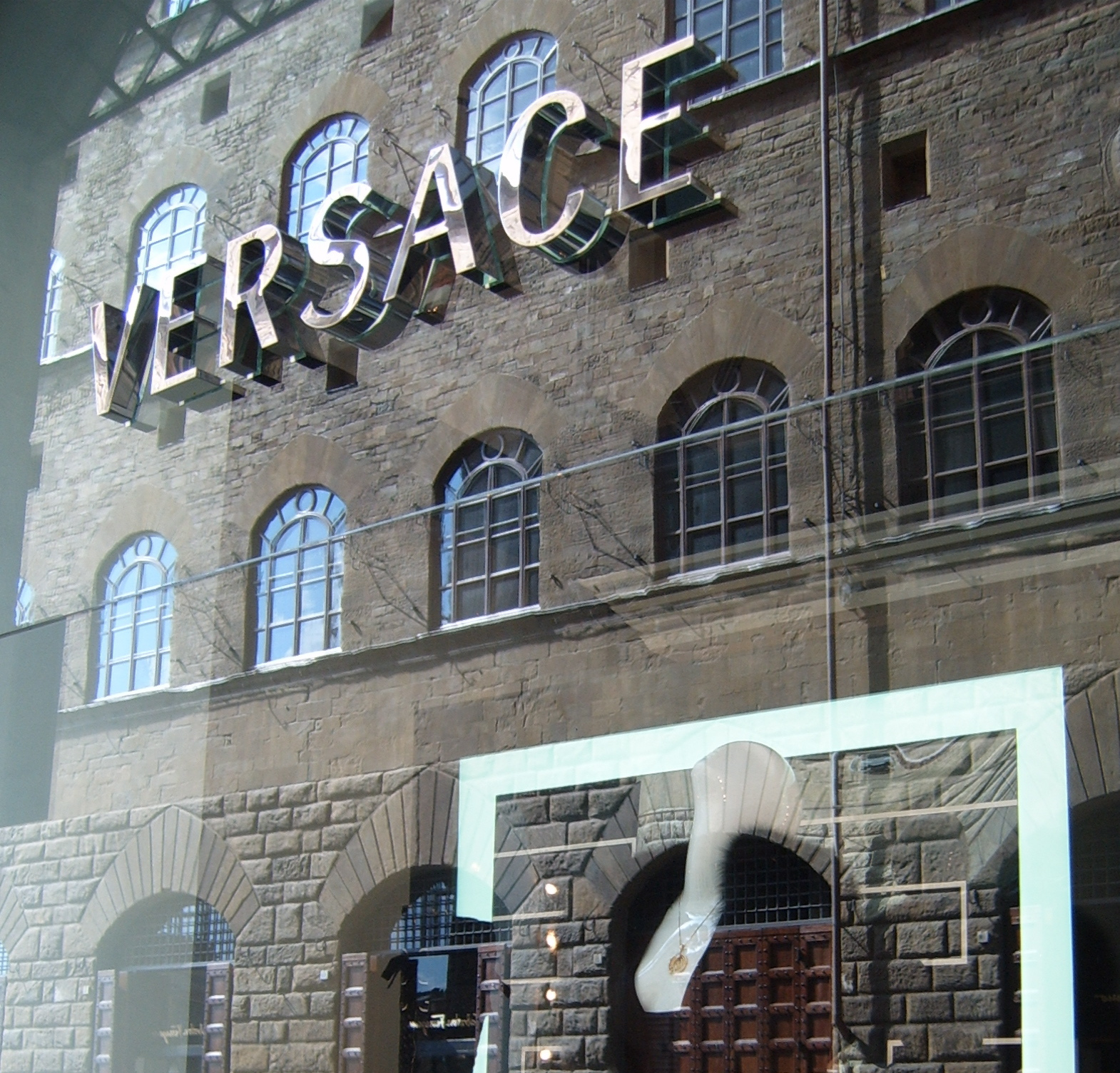
Крамниця у Флоренції, Італія

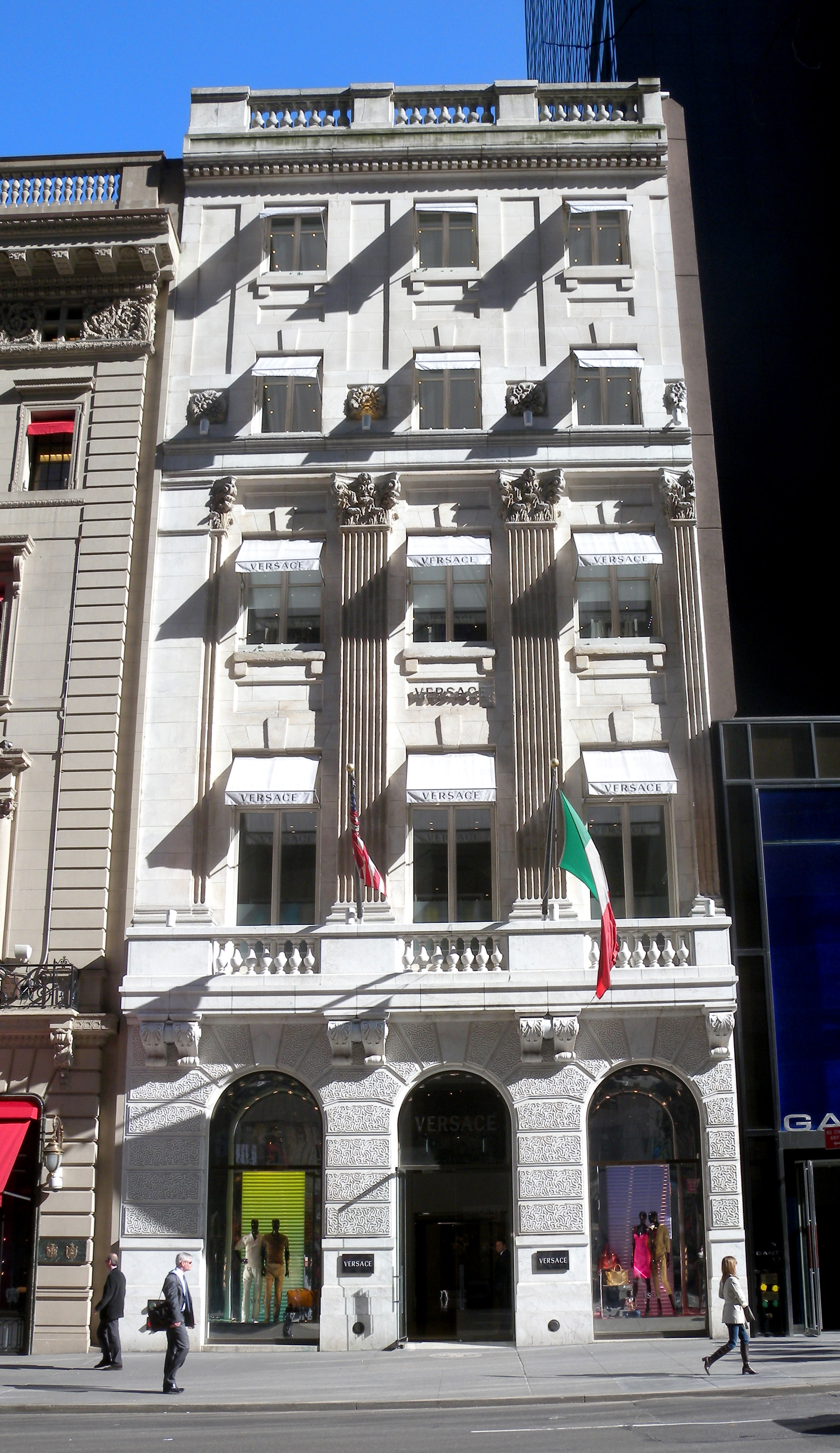
Крамниця на 5 авеню, Нью-Йорк, США

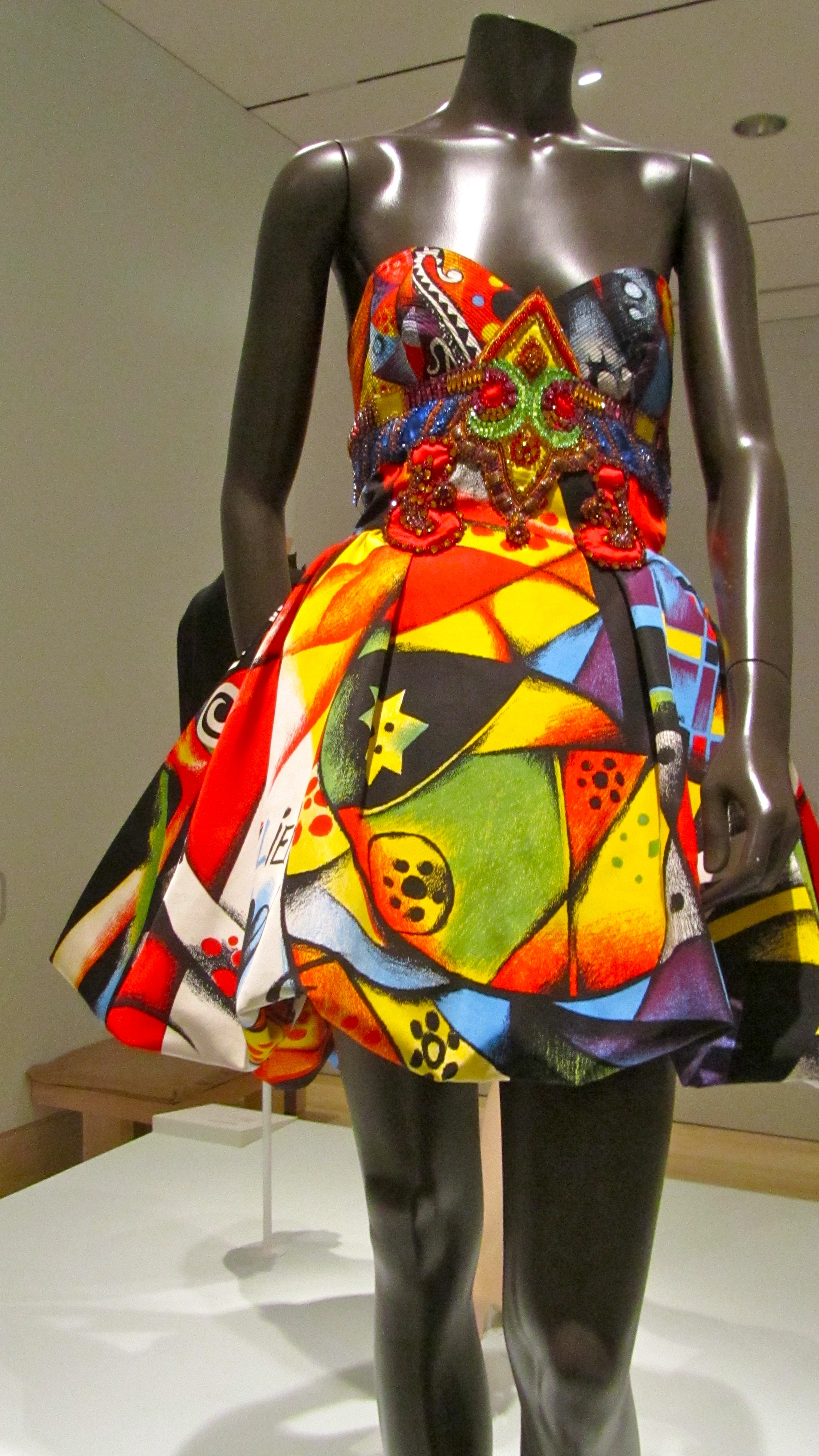
Вінтажна вечірня сукня

Джа́нні Верса́че (італ. Gianni Versace; 2 грудня 1946, Реджо-ді-Калабрія, Калабрія, Італія — 15 липня 1997, Маямі-Біч, Флорида, США) — італійський модельєр, що заснував у 1978 марку «Gianni Versace», під якою на сьогодні випускаються елітний одяг, аксесуари, косметика, парфумерія, посуд, автомобілі, телефони та меблі. Після смерті дизайнера марка була перейменована у «Versace».

## Життєпис
Почав кар'єру в рідному місті, в магазині модного одягу Francesca Versace Elle, яким володіла його мати. Тут він допомагав їй підшивати одяг, підбирати аксесуари, а також постачати тканини з Мілана, Парижа та Лондона.
У 25 років вирушає до Мілана, де починає роботу як дизайнер у кількох марок одночасно — Genny, Callaghan і Istante.
28 березня 1978 в міланському Палаццо Перманенте з грандіозним успіхом пройшла презентація першої колекції жіночого одягу під брендом «Джанні Версаче».
У 1980-і активно розробляє одяг від свого імені, паралельно працюючи для інших фірм. Головним адміністратором його модного Будинку став його старший брат Санто, а за фотосесії відповідала його сестра Донателла.
У 1981 виходить перший жіночий парфум «Gianni Versace», а в 1986 — чоловічий аромат «L'Homme». У 1989 Версаче виходить у світ високої моди — запускає от-кутюрну лінію Atelier Versace, влаштовуючи покази в приміщенні басейну паризького готелю «Ріц» (де колись проходили покази Коко Шанель).
На початку 1990-х Джанні Версаче став уже всесвітньо відомим дизайнером «одягу для егоцентристів», його обожнює преса та зірки першої величини, від Мадонни до принцеси Діани. Водночас починається випуск порцелянового та скляного посуду [Архівовано 25 грудня 2014 у Wayback Machine.] (спільно з фірмою Rosenthal) та меблів (Versace Home) від Джанні Версаче.
Був великим шанувальником античності та намагався поєднувати у своїх колекціях аристократизм і бунтарство (одна з його книг недарма називалася англ. «Rock and Royalty»). Кожна його колекція кардинально відрізнялася від попередньої: в одязі були мотиви то панк-культури, то стилю бароко, то садомазохістських нарядів з секс-шопів, то попарту та творчості Енді Воргола, то гей-клубів. У нього була колекція, присвячена Жаклін Кеннеді, а також скандального гей-художника Tom of Finland.
Яскравий, неймовірно сексуальний та зухвалий, на межі кічу, його одяг одразу перетворював людину в зірку: не важливо, чи була людина світовою зіркою або вважалася такою лише в межах своєї школи.
У цілому Версаче ввів у моду поєднання чорної шкіри та золотої фурнітури, суміщення вечірніх суконь та спідньої білизни, яскраві принти на сорочках, шкіряні штани на чоловіках, високі підбори та багато іншого. Вважається, що він вперше вивів на подіум чоловіка без краватки та чоловіка в джинсах.

## Особисте життя

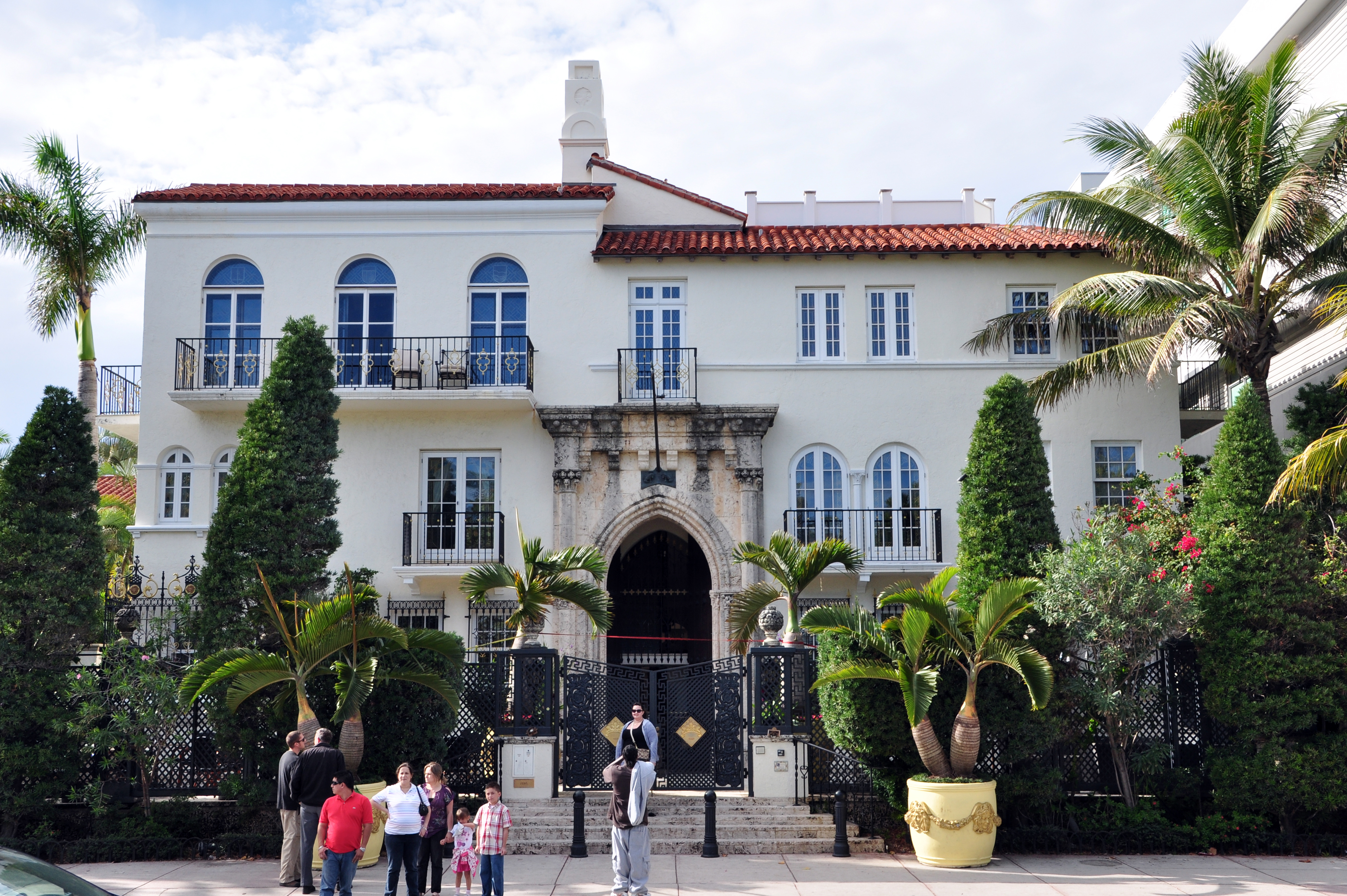
Casa Casuarina — садиба Джанні у Маямі, 2009

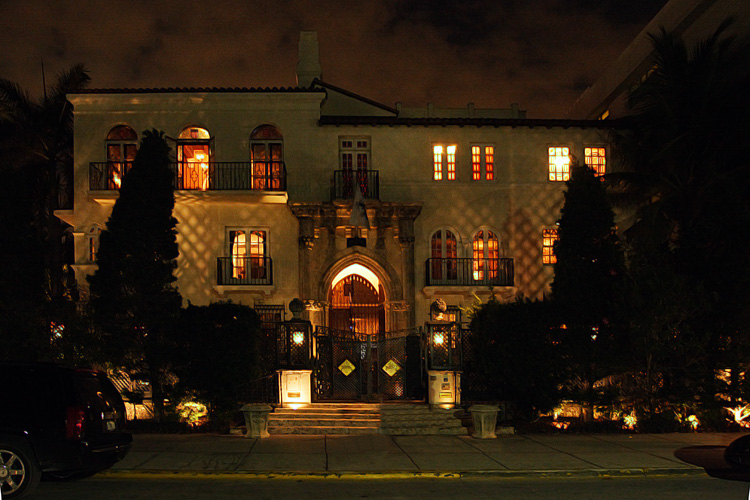
Casa Casuarina — садиба Джанні у Маямі

Версаче не приховував своєї гомосексуальної орієнтації, проживши 11 років спільно зі своїм супутником життя — стилістом Антоніо д'Аміко.
У своїх квартирах (Мілан, Нью-Йорк) і на своїх віллах (озеро Комо в Італії, будинок в Маямі) він любив проводити час в компанії своїх друзів — Елтона Джона, Мадонни, Джорджа Майкла.

## Убивство
Був застрелений 15 липня 1997 в місті Маямі-Біч (передмісті Маямі), на сходах свого маєтку, серійним убивцею Ендрю Кьюнененом без жодної вагомої причини. У ЗМІ одразу з'явилася версія про причетність до вбивства італійської мафії, а деякі газети звинувачували у злочині сім'ю Версаче. Через кілька днів його вбивця, оточений поліцейськими, вчинив самогубство. За деякими свідченнями, на вбивці була спідня білизна від фірми Версаче.

## Поховання
Був похований біля озера Комо, в саду вілли Фонтанелла, але після продажу останньої російському олігархові — ресторатору Аркадію Новікову — прах кутюр'є перенесений в Мілан.
Елтон Джон, над оформленням диска якого працював дизайнер в 1991–1994, присвятив йому свій альбом англ. «The Big Picture» (1997).
Після смерті Версаче на чолі його фірми встала молодша сестра — Донателла Версаче.

## СНД
У СНД марка «ВЕРСАЧЕ» набула великої популярності завдяки своїм кольорам та помітній розкоші (саме він у середині 1980-х ввів в моду малиновий піджак, що став на початку 1990-х одним із символів «нових росіян»).

## Нагороди
- Командор ордена «За заслуги перед Італійською Республікою» (1986).
- Велика золота медаль Парижу.